# Croix de Calvin
Pour les articles homonymes, voir Calvin.
 (décembre 2023).
Si vous disposez d'ouvrages ou d'articles de référence ou si vous connaissez des sites web de qualité traitant du thème abordé ici, merci de compléter l'article en donnant les références utiles à sa vérifiabilité et en les liant à la section « Notes et références ».

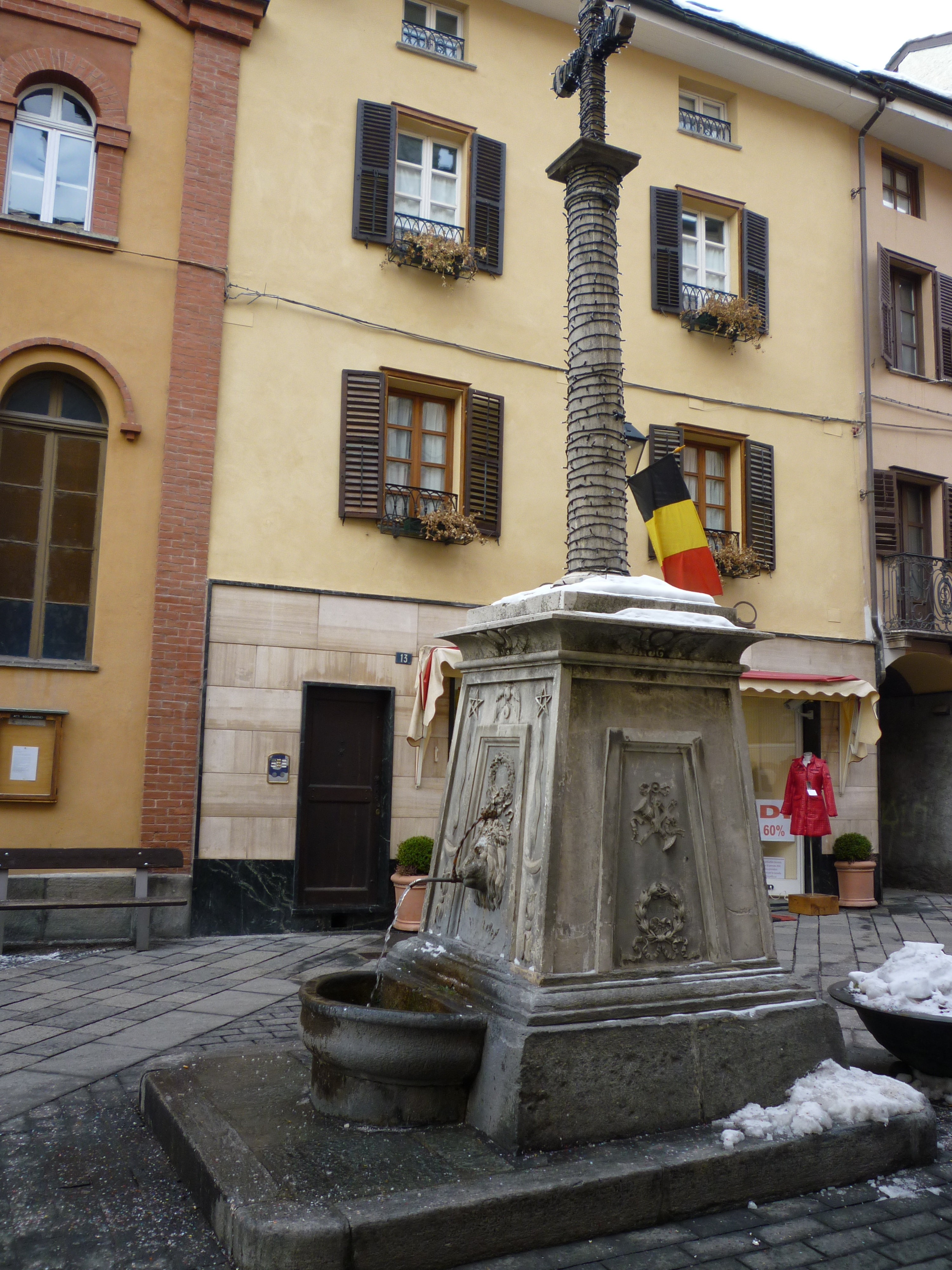
La Croix-de-Ville. L'édifice orange sur la gauche est l'église évangélique vaudoise.

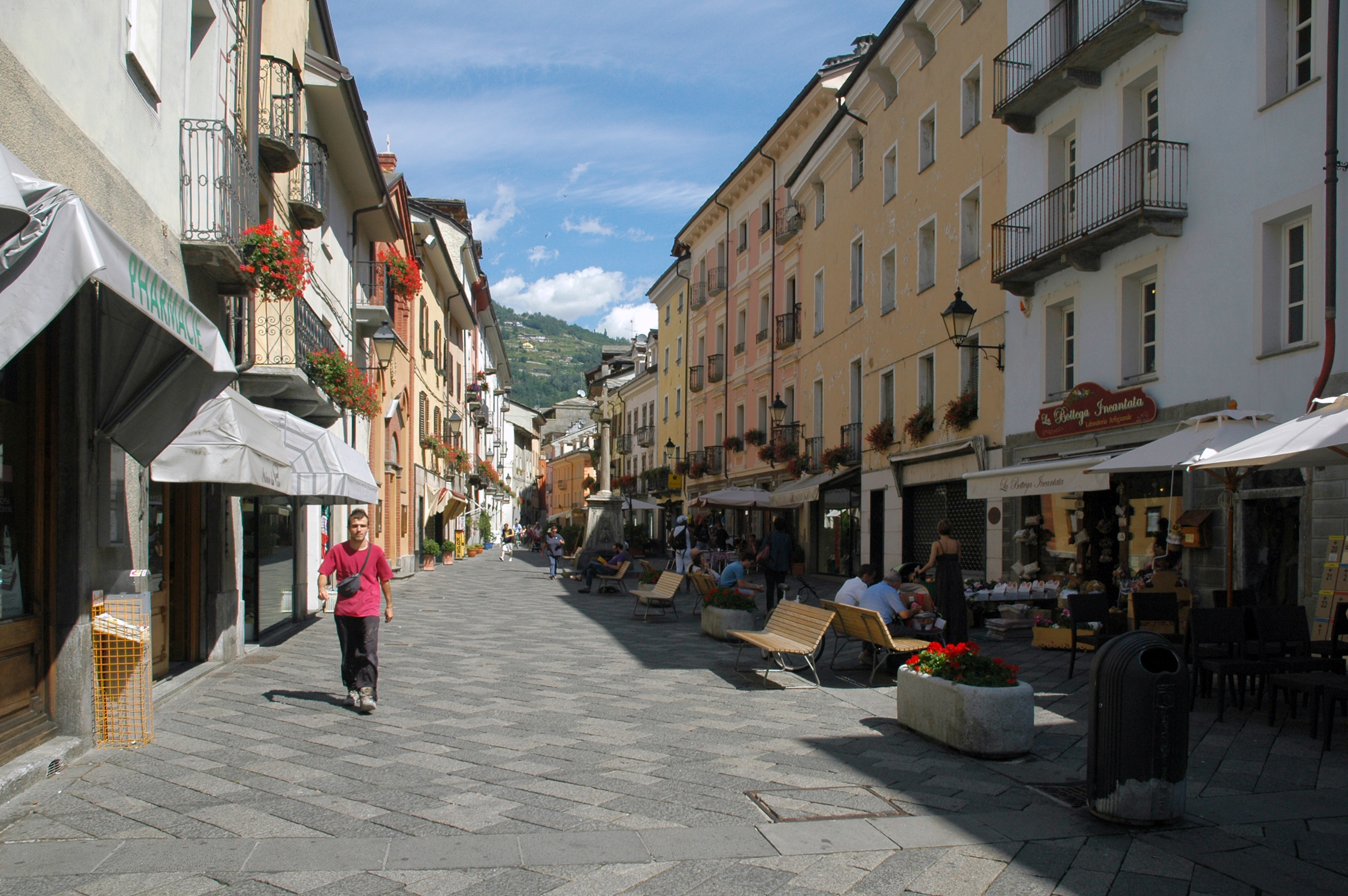
Rue Croix-de-Ville.

La Croix de Calvin est un monument situé dans le centre historique d'Aoste.

## Nom et emplacement
Au niveau local, elle est appelée incorrectement  Croix-de-Ville, un terme indiquant historiquement le croisement entre le Cardo et le Decumanus, soit l'actuelle place des Franchises, à une vingtaine de mètres au sud de la Croix, selon la structure originale de la cité romaine d'Augusta Prætoria. Le terme italianisé, aujourd'hui non officiel, Croce di città a été introduit pendant la période fasciste. Elle se situe devant l'église évangélique vaudoise (11, rue Croix-de-Ville).

## Histoire
La Croix de Calvin a été érigée en 1541, à l'endroit où se dressait à l'époque la croix de Saint Grat, en souvenir de la chasse des calvinistes de la Vallée d'Aoste, selon ce qui affirme l'inscription sur la base de la croix.
Selon une légende non confirmée par aucun document, mais soutenue par les majeurs historiographes valdôtains (Félix Orsières, Amé Gorret, Joseph-Auguste Duc et Justin Boson), Jean Calvin se serait arrêté à Aoste lors de sa fuite de Ferrare, où il s'était rendu en 1536, et où il avait été signalé à l'Inquisition. La Réforme ayant été imposée entre-temps au pays de Vaud, à Genève, au pays de Gex et au Chablais, Berne menaçait de soustraire la Vallée d'Aoste à la maison de Savoie. L'évêque d'Aoste Pierre Gazin, soutenu par le comte René de Challant et par le bailli Matthieu de Lostan, aurait organisé la chassée de Calvin. Celui-ci, aidé par des partisans locaux, entre autres l'avocat de Vaudan, Bésenval et Tillier, serait parvenu à regagner à Suisse par la Fenêtre de Durand, en remontant le Valpelline. Pour célébrer la chassée de Calvin, les autorités administrative et religieuse aostoises auraient obligé la population à peindre le nom de Jésus sur toutes les portes de la ville. En 1541, la croix est érigée symboliquement devant l'église évangélique vaudoise.
Le monument est constitué par une colonne surmontée par une croix en pierre grise, et mesure environ 6 mètres de haut.
La fontaine actuelle a été ajoutée au monument en 1841.

## L'inscription

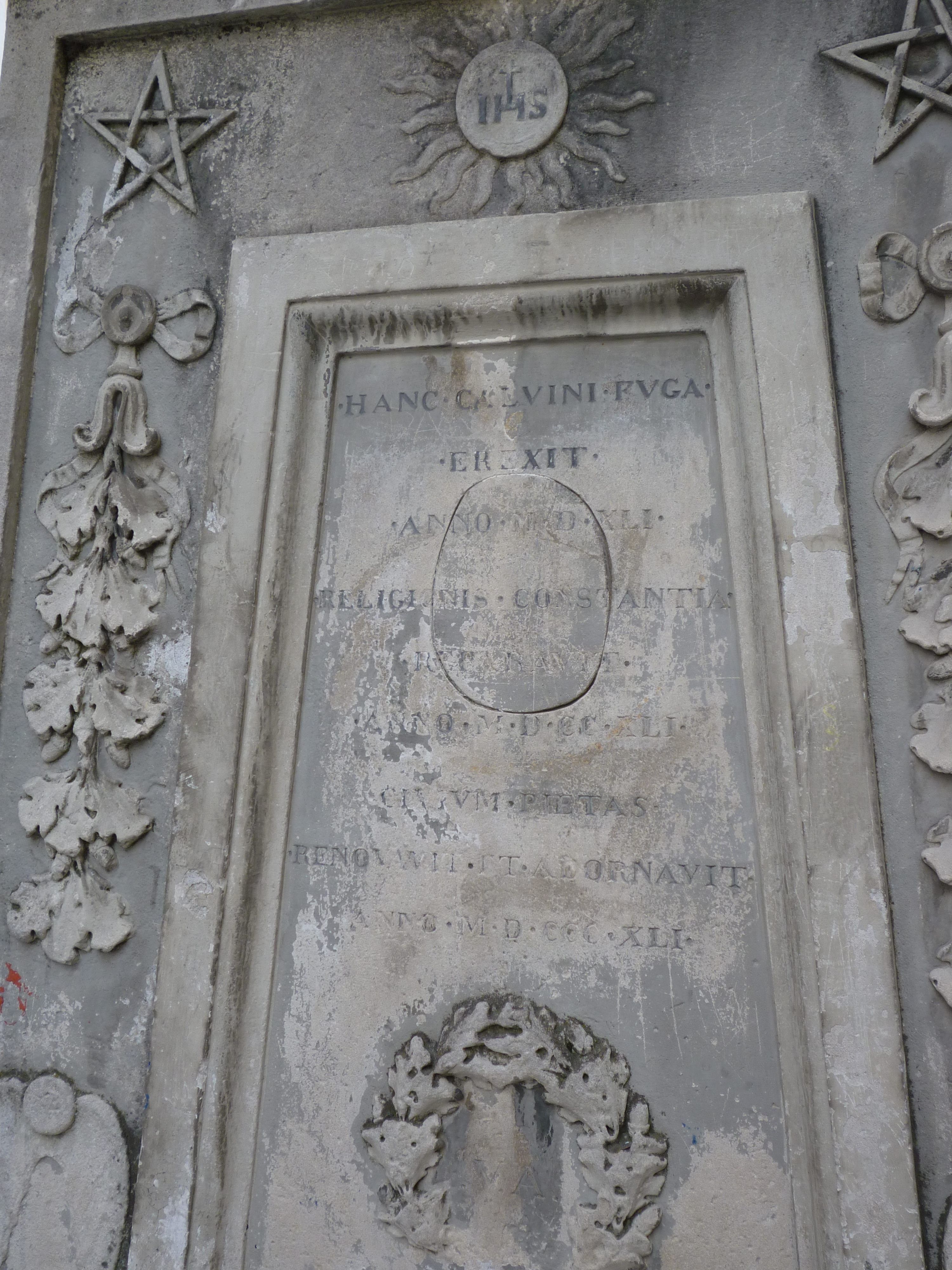
L'inscription

Une inscription en latin a été gravée sur la base, décorée avec des hiéroglyphes et des symboles religieux.
« Hanc Calvini fuga erexit - La fuite de Calvin a érigé cette [croix]

anno MDXLI - en l'an 1541

Religionis constantia - La constance de la religion

reparavit - l'a réparée

anno MDCCXLI - en l'an 1741

Civium pietas - La religiosité des citoyens

renovavit et adornavit - l'a renouvelée et ornée

anno MDCCCXLI » - en l'an 1841